# Град Ливно
Град Ливно је јединица локалне самоуправе на крајњем југозападу Босне и Херцеговине, у саставу Федерације БиХ. Припада Кантону 10. Сједиште града и кантона је у Ливну.
Град се налази између општина Томиславград, Гламоч, Босанско Грахово, Купрес и хрватске границе.
Територија града покрива 994 km2. Ливно је највећи град и административни, привредни и културни центар града и кантона. Ливањско поље је највеће крашко поље у БиХ. Поље се налази између планина Динара и Камешница на југу, Тушница на истоку, Цинцар на северу и Шатор на западу. Површина поља је 405 km2, што је скоро половина површине града.

## Становништво
Према посљедњем попису становништва из 2013. године, Град Ливно имао је 34.133 становника. Главнину становништва чине Хрвати, којих има 85,76%, док је присутна и значајна бошњачка мањина од 11,86%. Прије грађанског рата 1990-их, у општини Ливно живјела је и значајна српска мањина, која је готово нестала након рата.
| година | Хрвати | %     | Муслимани/Бошњаци | %     | Срби  | %     | остали | %    | укупно | ±%     | извор |
| ------ | ------ | ----- | ----------------- | ----- | ----- | ----- | ------ | ---- | ------ | ------ | ----- |
| 1948.  | 29.647 | 80,86 | —                 | —     | 4.452 | 12,14 | 2.565  | 7,00 | 36.664 | —      | [ 2 ] |
| 1953.  | 30.603 | 78,98 | —                 | —     | 5.204 | 13,43 | 2.942  | 7,59 | 38,749 | +5,69  | [ 3 ] |
| 1961.  | 31.133 | 77,27 | 2.068             | 5,13  | 5.503 | 13,66 | 1.587  | 3,94 | 40.291 | +3,98  | [ 4 ] |
| 1971.  | 31.657 | 75,04 | 5.087             | 12,06 | 4.791 | 11,36 | 651    | 1,54 | 42.186 | +4,70  | [ 5 ] |
| 1981.  | 28.918 | 71,51 | 4.418             | 10,92 | 3.898 | 9,64  | 3.204  | 7,93 | 40.438 | −4,14  | [ 6 ] |
| 1991.  | 29.324 | 72,23 | 5.793             | 14,27 | 3.913 | 9,64  | 1.570  | 3,86 | 40.600 | +0,40  | [ 7 ] |
| 2013.  | 29.273 | 85,76 | 4.047             | 11,86 | 438   | 1,28  | 375    | 1,10 | 34.133 | −15,93 | [ 1 ] |

## Насељена мјеста
| - Била - Било Поље - Богдаше - Бојмунте - Чаић - Чапразлије - Челебић - Чуклић - Ћосанлије - Добро - Доњи Рујани - Дринова Међа - Држанлије - Голињево - Горњи Рујани | - Грборези - Гргурићи - Губин - Коморани - Ковачић - Липа - Лиштани - Ливно - Лопатице - Луснић - Љубунчић - Мали Губер - Мали Каблићи - Миши - Оџак | - Оргуз - Подградина - Подгреда - Подхум - Поткрај - Поточани - Поток - Прилука - Присап - Пролог - Прово - Радановци - Раповине - Сајковић - Смричани | - Срђевићи - Струпнић - Сухача - Трибић - Велики Губер - Велики Каблићи - Видоши - Врбица - Вржерала - Забришће - Загоричани - Застиње - Жабљак - Жировић |

Послије потписивања Дејтонског споразума, Општина Ливно у цјелини, ушла је у састав Федерације БиХ.